# Островица
Островица (болг. Островица) — село в Болгарии. Находится в Кырджалийской области, входит в общину Кырджали. Население составляет 221 человек.

## Политическая ситуация
В местном кметстве Островица, в состав которого входит Островица, должность кмета (старосты) исполняет Осман Халил Ахмед (Движение за права и свободы (ДПС)) по результатам выборов правления кметства.
Кмет (мэр) общины Кырджали — Хасан Азис (Движение за права и свободы (ДПС)) по результатам выборов в правление общины.